# Estació de Montijo
Montijo és una estació ferroviària situada en el municipi espanyol homònim, a la província de Badajoz, Extremadura. Disposa de serveis de Mitjana distància operats per Renfe.

## Situació ferroviària
L'estació es troba en el punt quilomètric 476,6 de la línia de ferrocarril Ciudad Real-Badajoz, d'ample ibèric, a 196,69 msnm.

## Història
L'estació va ser inaugurada el 20 d'octubre de 1864 amb l'obertura del tram Badajoz-Mèrida de la línia que uniria Ciudad Real amb Badajoz. La Companyia dels ferrocarrils de Ciudad Real a Badajoz va ser la impulsora de la línia i la seva gestora fins al 8 d'abril de 1880 data en la qual va ser absorbida per MZA. El 1941, la nacionalització del ferrocarril a Espanya va suposar la dissolució de la MZA i el traspàs de competències a RENFE. Des del 31 de desembre de 2004 Renfe Operadora explota el trànsit ferroviari mentre que Adif és l'empresa la titular de les instal·lacions.

## Serveis ferroviaris

### Llarga Distància[3]
| Tren      | Origen                           | Parades | Destinació | Freqüència de pas         |
| --------- | -------------------------------- | --- | ---------- | ------------------------- |
| Intercity | Madrid-Chamartín-Clara Campoamor | Madrid-Atocha, Leganés, Torrijos, Talavera de la Reina, Oropesa de Toledo, Navalmoral de la Mata, Monfragüe, Cáceres, Mérida, Montijo | Badajoz    | Un tren al dia per sentit |

### Mitjana distància
Els trens de Mitjana distància operats per Renfe tenen com a principals destinacions les ciutats de Madrid, Badajoz i Alcázar de Sant Joan.
| Línia MD | Trens           | Origen/Destinació                                   |  | Destinació/Origen |
| -------- | --------------- | --------------------------------------------------- |  | ----------------- |
|          | Regional Exprés | Alcázar de Sant Joan                                |  | Badajoz           |
|          | Regional Exprés | Vilanova de la Serena; Cabeza del Buey; Puertollano |  | Badajoz           |